# Chú đại bi

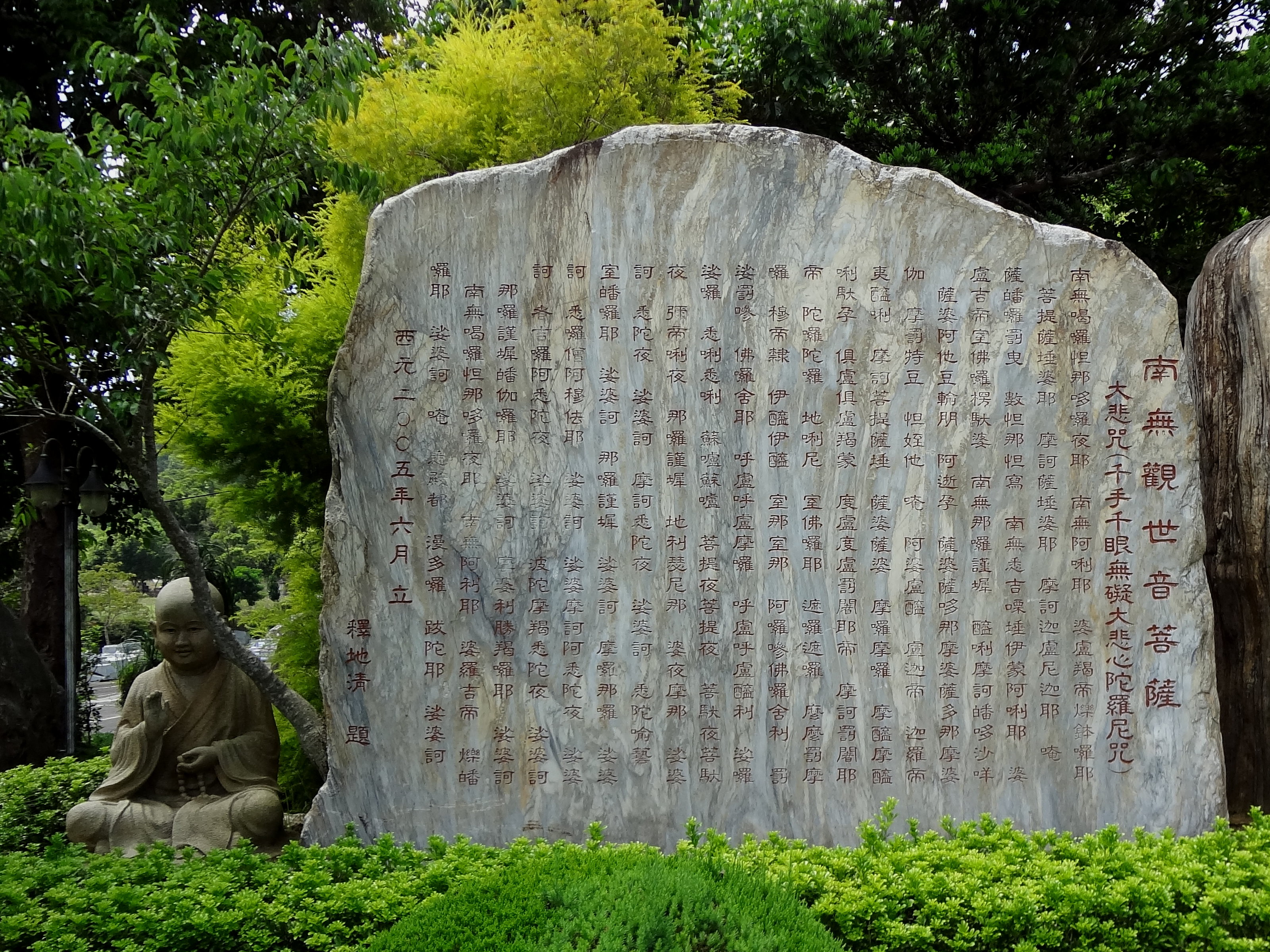
Chú đại bi được khắc trên bia. Đền Phật Đảnh Sơn Triều Thánh Tự ở thị trấn Tam Nghĩa, Đài Loan. Được dựng vào tháng 6 năm 2005.

Chú Đại Bi  đề cập đến lời tụng của Thanh Cảnh Quan Âm. Theo kinh Đại Bi Tâm Đà La Ni, bài chú này được Bồ tát Quán Thế Âm đọc trước một cuộc Hội kiến của các Phật, bồ tát, các thần và vương. Cũng như câu Om Mani Padme Hum rất phổ biến ngày nay, Đại Bi chú là chân ngôn phổ biến cùng với bồ tát Quán Thế Âm ở Đông Á, bài chú này thường được dùng để bảo vệ hoặc để làm thanh tịnh, quả báo phước đức của người trì tụng chú thật không thể nghĩ bàn.

## Tên gọi
Chú Đại Bi (tiếng Phạn: महा करुणा धारनी, Mahā Karuṇā Dhāranī) hay Đại Bi Tâm Đà La Ni (Mahā Karuṇā-citta Dhāranī), tên gọi đầy đủ Thiên Thủ Thiên Nhãn Quan Thế Âm Bố Tát Quảng Đại Viên Mãn Vô Ngại Đại Bi Tâm Đà La Ni Kinh Đại Bi Thần Chú, còn được gọi là Thiên Thủ Thiên Nhãn Quán Âm Đại Bi Chú (Sahasrabhuja Sahasranetra Avalokiteśvara Mahā Karuṇā Dhāranī), Thiên Thủ Thiên Nhãn Vô Ngại Đại Bi Tâm Đà La Ni, Vô Ngại Đại Bi Đà La Ni, Quảng Đại Viên Mãn Đà La Ni, Mãn Nguyện Đà La Ni, Tùy Tâm Tự Tại Đà La Ni, Cứu Khổ Đà La Ni, Diên Thọ Đà La Ni, Diệt Ác Thú Đà La Ni, Phá Ác Nghiệp Chướng Đà La Ni, Tốc Siêu Thập Địa Đà La Ni, là tên gọi của Thanh Cảnh Quan Âm Đại Bi Chú (tiếng Phạn: नीलकण्ठ धारनी，Nīlakaṇṭha Dhāraṇī) tên gọi khác là Thanh Cảnh Đà La Ni. Tại Bán đảo Triều Tiên thường được gọi là Thần Diệu Chương Cú Đại Đà La Ni (tiếng Hàn Quốc: 신묘장구대다라니) là bài chú trong "Thiên Thủ Thiên Nhãn Quan Thế Âm Bồ Tát Đại Bi Tâm Đà La Ni Kinh" ("Đại Bi Tâm Đà La Ni Kinh") của Phật giáo Đại thừa, có 84 câu được soạn bằng tiếng Phạn.